# Canarya canariensis
Canarya canariensis är en korallart som först beskrevs av Ocaña, Brito och Nunez 1992.  Canarya canariensis ingår i släktet Canarya och familjen Primnoidae. Inga underarter finns listade i Catalogue of Life.